# 白榴岩

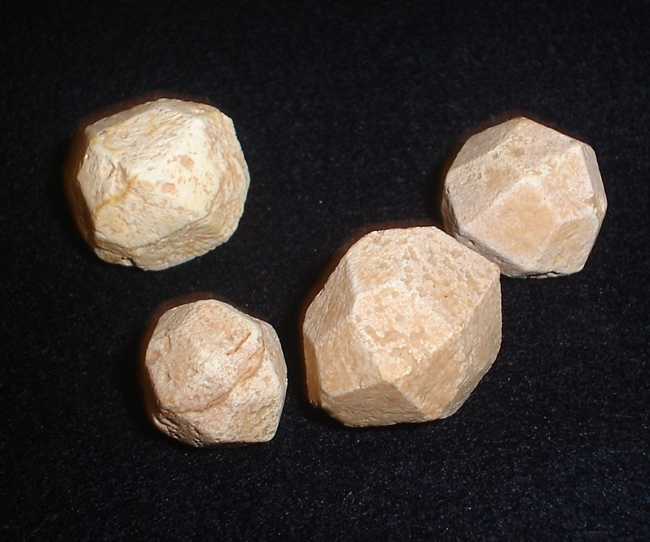
假白榴岩，標本地點：巴西São João Alkaline Massif, RJ

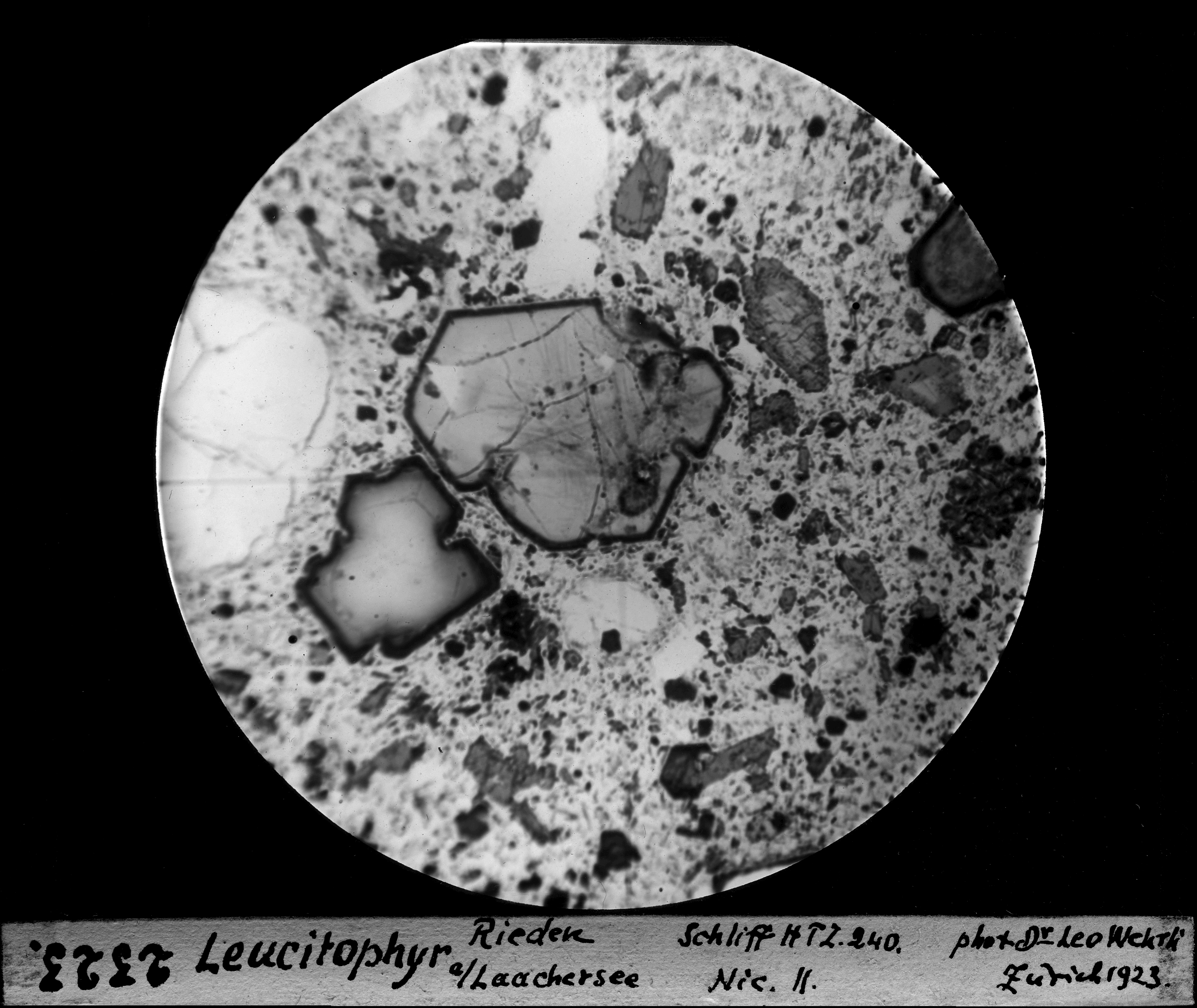
白榴岩薄片，標本地點：德國Laacher

白榴岩（英語：leucitite）或白榴石岩是一種含有白榴石的火成岩，是碱性喷出岩的一种。它很稀有，尤其是在英國。 然而，它們分佈廣泛、種類多，並且在岩相學上有很大的研究價值。有這種礦物的存在的岩石，其含的二氧化矽百分比必須較低，因為白榴石與游離石英不相容，並與其反應形成鉀長石。 白榴石容易被風化，所以在近第三紀的熔岩中最多，這些熔岩中含有相當數量的鉀，如果鈉含量豐富，則會造成霞石而不是白榴石。
在前第三紀岩石中，白榴石很容易分解並變成沸石、方沸石和其他次生礦物。白榴石在深成岩和脈岩中也很少，但白榴石正長岩和白榴石霓霞脉岩很多。白榴石晶體是圓形、呈白色或灰色，沒有平面解理。在岩石中很容易鑒定。
大部分含白榴石的岩石是第三紀或近代的熔岩。這些熔岩不含石英，但通常有長石，但也有些白榴石熔岩不含長石。 其中許多還含有霞石、方鈉石、藍寶石和黝方石（nosean）；也有更稀有的礦物如黃長石（melilite）。 鐵鎂礦物最多的是輝石(有時富含鈉），在更基性的品種有橄欖石。 也有少量角閃石和黑雲母。 在一些熔岩中也有黑榴石（Melanite）。暗橄白榴岩（ugandite）是一種含高量橄欖石和單斜輝石的噴出性白榴岩，具有富含鈉的玻璃質基質。應屬於橄欖石白榴岩。

## 種類
1. ”假白榴岩”是由長石、霞石、方沸石等組成的圓形區域，具有白榴石的形狀、成分，有時甚至有向外突出的結晶； 它們可能是假晶或副晶，由白榴石發展而來，因為這種礦物在常溫下不穩定，預計在有利條件下會自發轉變為其他礦物的集合體。白榴岩通常伴有霞石、方鈉石或黝方石（nosean)；以及其他稀少礦物包括黑榴石（melanite），石榴石和黃長石（melilite)[1]。
2. 白榴石正長岩和白榴橄辉岩（missourite)是含白榴石的深成岩。白榴石正長岩者由正長石、霞石、方鈉石、透輝石和霓石(aegirine)、黑雲母和榍石組成。 目前已知產地有兩処；阿肯色州，和在蘇格蘭的薩瑟蘭[3]。 在蘇格蘭的是霞云正长岩(borolanite)。兩処的標本上都顯有大圓點； 它們是假白榴石，在顯微鏡下證明由正長石、霞石、方鈉石組成。白榴橄辉岩更偏基性，由白榴石、橄欖石、輝石和黑雲母組成；部分白榴石已變成方沸石，岩石具有斑點特徵，如同白榴石正長岩。白榴橄辉岩僅在蒙大拿州的海伍德山脈被發現。
3. 白榴石霓霞脉岩(tinguaite) 和沸煌岩(monchiquite) 是含白榴石的岩脈。 霓霞脉岩通常呈淺灰色或淡綠色，主要由霞石、鹼性長石和霓石(aegirine)組成。沸煌岩在長石和霞石之間形成亮綠色的苔蘚狀和不定形狀的斑塊。 在細粒基質中，白榴石多以自形晶，等距多面晶體出現。 岩石中有少量黑雲母。霞石的數量隨著白榴石的增加而減少，因為兩者的豐度反映了岩石的鈉鉀比。 這些岩石在里約熱內盧、阿肯色州、科拉半島（在俄羅斯）、蒙大拿州和其他幾個地方都有。在格陵蘭島，其白榴石霓霞脉岩 有許多角閃石（arfvedsonite）和异性石(eudialyte)。 兩處都有白榴石和霞石正長岩。在捷克斯洛伐克，白榴石沸煌岩是細粒的深色岩石，由橄欖石、含鈦輝石和氧化鐵組成，其基質是玻璃狀的，並含小的圓形白榴石晶體[1]。
4. 白榴石-粗面石、白榴石-響岩和leucitophyres。含正長石（或閃長石sanidine）量多。的岩石有前兩個在羅馬附近很多。 它們有粗糙的外觀，含有閃長石、白榴石、輝石和黑雲母的斑晶。 方鈉石也可能有，但通常不含霞石。 在那不勒斯附近的 Phlegraean Fields 的凝灰岩中也有此類岩石。 leucitophyres 是少見的岩石，已在萊茵河火山區（Olbrck. Laacher See 等）和意大利的 Monte Vulture 被發現。 它們富含白榴石，但也含有一些閃石石榴石，和黝方石。 他們的輝石主要是霓石(aegirine )或霓石-辉石； 其中一些富含黑榴石。 在巴西發現的leucitophyres屬於石炭紀。
5. 碱玄岩和白榴石碧玄岩(leucite basanites) 是含斜長石多的白榴石岩。 主要由斜長石、白榴石和輝石組成，但後者還含有橄欖石。 白榴石在這些岩石中，既是斑晶又是基質的成分[1]。 常有圓形輪廓的自形晶體。 所含長石的範圍從斜長石到培长岩，通常是拉長石的變種； 正長石稀缺。 輝石的化學和光學特性上變化很大，呈綠色、棕色或紫色（表明 Na 和 Ti 含量高），它的 Na 和 Fe 雖然高，但不足以成為霓石(aegirine)。 副礦物有黑雲母，褐角閃石、藍寶石、氧化鐵和磷灰石；黑榴石和霞石也有。 這些岩石的基質偶爾是玻璃質。 在維蘇威火山和索馬火山的白榴石-軟玉和白榴石-玄武岩， 呈黑色或灰灰色，通常有氣泡，含有許多大的灰色白榴石斑晶。 黑色輝石和黃綠色橄欖石也多。 在Volcan Ello、Sardinia ，Roccamonfina、在波希米亞、爪哇、西里伯斯、乞力馬扎羅山（非洲）和小亞細亞的特拉比松附近也有同類岩石[4]。
6. 白榴岩玄武岩和白榴石玄武岩是兩種不含長石的白榴石熔岩。 後者含有橄欖石，前者無。鐵鎂礦物最多的是 輝石，類似於碱玄岩(tephrites)和碧玄岩(basanites)。副礦物有透长石(sanidine)，黑榴石，蓝方石(hauyne)和钙钛矿(perovskite)，及少量的黃長石。在羅馬附近的Capo di Bove著名的白榴岩就有很多這種礦物，白榴岩呈不規則的黃色板塊，包裹著許多小的圓形白榴石晶體。白榴岩在意大利Bracciano和Roccamonfina 等地也有。在爪哇、蒙大拿、西里伯斯和新南威爾士州也有類似的岩石。

白榴石玄武岩屬於更堿性的類型，富含橄欖石和輝石。 它們在 Rhenish 火山區（Eifel、Laacher See）和波希米亞，並在爪哇、蒙大拿、西里伯斯和撒丁島很多，常與碱玄岩(tephrites)或白榴岩共生。 在羅馬附近的佩佩里諾是白榴石凝灰岩。